# Frans Boelen
Frans Boelen (9 februari 1937 – Amersfoort, 21 februari 1997) was een Nederlands journalist, directeur en theater- en televisieregisseur. Hij was voornamelijk bekend als regisseur van kinderprogramma's als De Stratemakeropzeeshow en J.J. De Bom voorheen De Kindervriend.

## Biografie
Boelen ging de journalistiek in en begon zijn loopbaan als verslaggever bij de Noorderpers en redacteur van het dagblad De Tijd. In 1966 kwam hij in dienst bij de VARA.
Hij richtte Het Schrijverscollectief op met de schrijvers Willem Wilmink, Hans Dorrestijn, Karel Eykman, Jan Riem, Fetze Pijlman en Ries Moonen. Met dit schrijverscollectief maakte Boelen verschillende televisieprogramma's, onder andere verschillende programma's voor kinderen, zoals De Stratemakeropzeeshow (1972-1974) en J.J. De Bom voorheen De Kindervriend (1979-1981). Dit laatste programma won in 1979 de Zilveren Nipkowschijf en op de Gouden Roos in Montreux de persprijs.
Verder regisseerde Boelen programma's als Wij en de wereld, De Panorama Woensdag Show, De Seniorenshow, Het Hof van Holland, De Late Late Lien Show, Man alleen, Pisa, Het Zonnetje in huis, Vrienden voor het leven, Broertjes (met Frank en René Groothof), Laat maar zitten, Linda, Linda en enkele afleveringen van Toen was geluk heel gewoon. Voor Teleac maakte hij met Gerard Cox en Simone Kleinsma in 1979 De Taalstraat, waarvan de lp een Edison won.
De laatste zeven jaar was Boelen voornamelijk actief als freelance-regisseur. Hij maakte voor het theater onder andere De Jantjes, De Wijze Kater, The Mousetrap en Rita en Frank. Vanaf 1985 was hij schouwburgdirecteur in Leiden. Hij was in die functie verantwoordelijk voor de oprichting van de Internationale Chansonweek. Hij was directeur tot 1990.
Boelen overleed op zestigjarige leeftijd.